# Larry Romano
Larry Romano (Mount Vernon (New York), 31 juli 1963) is een Amerikaans acteur, vooral bekend dankzij zijn rol als Richie Iannucci in de comedyserie The King of Queens. 
Hij verliet deze serie echter in 2001, gedurende het derde seizoen, om de rol van Aldo Bonnadonna te gaan spelen in de serie Kristin. Deze serie sloeg echter niet aan en hij speelde de rol uiteindelijk maar in 11 afleveringen. 
Romano, overigens geen familie van Ray Romano, debuteerde in 1987 in de korte film On Time. Ook speelde hij rollen in onder meer Lock Up (met Sylvester Stallone in de hoofdrol), Out for Justice (met Steven Seagal), Donnie Brasco en The Thin Red Line.
Gastrollen vertolkte hij onder meer in NYPD Blue, L.A. Law, Mad About You en CSI: NY.

## Filmografie
- On Time (1987) - Fed-Ex koerier
- She's Back (1989) - Gillende schurk
- Lock Up (1989) - First Base
- Out for Justice (1991) - Verkoper
- New York Cop (1993) - Emilio
- L.A. Law Televisieserie - Rol onbekend (Afl., F.O.B., 1993)
- NYPD Blue Televisieserie - Richie Catina (Afl., 4B or Not 4B, 1993|Ice Follies, 1993|Oscar, Meyer, Weiner, 1993|From Hare to Eternity, 1993|Up on the Roof, 1994)
- Mad About You Televisieserie - Vinnie (Afl., My Boyfriend's Back!, 1995)
- City Hall (1996) -
- Love Is All There Is (1996) - Ober #1
- Vibrations (Video, 1996) - Stoere vent #1
- No Way Home (1996) - Carter
- Sleepers (1996) - Man #2
- Public Morals Televisieserie - Richie Biondi (12 afl., 1996)
- Bullet (1996) - Frankie 'Eyelashes'
- Donnie Brasco (1997) - Tommy Ruggiero
- The Thin Red Line (1998) - Soldaat Mazzi
- 18 Shades of Dust (1999) - Jimmy the Pope
- The King of Queens Televisieserie - Richie Iannucci (31 afl., 1998-2001)
- Kristin Televisieserie - Aldo Bonnadonna (11 afl., 2001)
- Final Breakdown (2002) - Danny Russo
- What I Like About You Televisieserie - Leo (Afl., Thanksgiving, 2002)
- Saved by the Rules (2003) - Ryan
- Spanish Fly (2003) - John (NY)
- Fish Without a Bicycle (2003) - Antonio
- Bald (2005) - Herman
- CSI: NY Televisieserie - Louie Messer (Afl., Run Silent, Run Deep, 2006)
- Roney's Point (2007) - Rechercheur Don Warner (Pre-productie)

- Library of Congress Control Number: no2004073857
- Virtual International Authority File: 106284817
- WorldCat: E39PCjtkmppCBJJDYppcMjWkXd